# Nikola Kalinić
Nikola Kalinić (ur. 5 stycznia 1988 w Splicie) – chorwacki piłkarz występujący na pozycji napastnika.

## Kariera klubowa
Nikola Kalinić zawodową karierę rozpoczynał w 2005 roku w Hajduku Split, z którym zajął piąte miejsce w rozgrywkach chorwackiej ekstraklasy. W lidze zadebiutował 19 listopada 2005 roku w zremisowanym 1:1 spotkaniu z Istrą Pula, a pierwszą bramkę zdobył 23 września 2006 roku w wygranym 2:0 meczu z Kamen Ingrad Velika. W Hajduku przegrał rywalizację o miejsce w składzie z bardziej doświadczonymi Draganem Blatnjakiem oraz Tomislavem Ercegiem i wystąpił tylko w sześciu spotkaniach. W kolejnych rozgrywkach chorwacki piłkarz spędził na wypożyczeniu w dwóch innych klubach. Najpierw trafił do zespołu Istra Pula. W jego barwach Kalinić rozegrał dwanaście pojedynków, w których trzy razy wpisał się na listę strzelców. Następnie został zawodnikiem HNK Šibenik, w barwach którego także strzelił trzy bramki, jednak potrzebował na to dziewięciu spotkań.
W sezonie 2007/2008 Kalinić powrócił do Hajduka. W ekipie „Białych” od razu wywalczył sobie miejsce w podstawowej jedenastce. Imponował także skutecznością i nawiązał walkę o koronę króla strzelców. Po tym sezonie pozyskaniem Chorwata zainteresowane były takie kluby jak Bayern Monachium, Valencia CF, Celtic Glasgow, PSV Eindhoven, Szachtar Donieck, Panathinaikos AO, Atlético Madryt oraz Wisła Kraków. Kalinić pozostał jednak w klubie na następny sezon.
W sierpniu 2009 roku został kupiony przez Blackburn Rovers. Zadebiutował tam 22 sierpnia w meczu ligowym z Sunderlandem, kiedy to wszedł w 14. minucie meczu za Franco Di Santo.
9 sierpnia 2011 podpisał kontrakt z Dniprem Dniepropetrowsk. 11 sierpnia 2015 został kupiony przez ACF Fiorentina za ponad 7 mln USD podpisując kontrakt na 4 lata.

## Kariera reprezentacyjna
Kalinić ma za sobą występy w młodzieżowych reprezentacjach Chorwacji. Dla drużyny U-17 w 20 meczach strzelił szesnaście goli, dla zespołu U-17 w dwunastu pojedynkach zdobył jedenaście bramek, a dla reprezentacji U-21 strzelił trzy gole w trzech meczach. W 2007 roku Kalinić po raz pierwszy został powołany do dorosłej kadry. 5 maja 2008 roku znalazł się w kadrze Slavena Bilica na Euro 2008. W zespole narodowym zadebiutował jednak dopiero 24 maja, kiedy to wystąpił w meczu z Mołdawią.